# Njemačka košarkaška reprezentacija

## Momčad
(sastav na SP 2010.)
| Ime i prezime          | Klub                 |
| ---------------------- | -------------------- |
| Demond Greene          | FC Bayern München    |
| Steffen Hamann         | FC Bayern München    |
| Heiko Schaffartzik     | Türk Telekom B.K.    |
| Lucca Staiger          | ALBA Berlin          |
| Per Günther            | Ratiopharm Ulm       |
| Robin Benzing          | Ratiopharm Ulm       |
| Elias Harris           | Gonzaga University   |
| Jan-Hendrik Jagla      | Asseco Prokom Gdynia |
| Philipp Schwethelm     | Eisbären Bremerhaven |
| Tim Ohlbrecht          | Telekom Baskets      |
| Tibor Pleiß            | Brose Baskets        |
| Christopher McNaughton | EWE Baskets          |
| Dirk Bauermann         |                      |

## Uspjesi
- EP 1985., osvojeno 5. mjesto.

Ulrich Peters, Stephan Bäck, Christoph Körner, Uwe Sauer, Michael Jackel, Christian Welp, Uwe Blab, Armin Sowa, Detlef Schrempf, Lutz Wadehn, Burkhard Schroder, Gunther Behnke
- EP 1993., prvaci
- SP 2002., brončani
- EP 2005., doprvaci
- EP 2022., doprvaci
- SP 2023., prvaci

## Legendarni igrači
- Detlef Schrempf
- Michael Jackel
- Christian Welp
- Dirk Nowitzki
- Dennis Schröder

## Bivši reprezentativci
- Robert Maras